# Nicolas Rabaeus
 (août 2024).
La mise en forme du texte ne suit pas les recommandations de Wikipédia : il faut le « wikifier ».
Les points d'amélioration suivants sont les cas les plus fréquents. Le détail des points à revoir est peut-être précisé sur la page de discussion.
- Les titres sont pré-formatés par le logiciel. Ils ne sont ni en capitales, ni en gras.
- Le texte ne doit pas être écrit en capitales (les noms de famille non plus), ni en gras, ni en italique, ni en « petit »…
- Le gras n'est utilisé que pour surligner le titre de l'article dans l'introduction, une seule fois.
- L'italique est rarement utilisé : mots en langue étrangère, titres d'œuvres, noms de bateaux, etc.
- Les citations ne sont pas en italique mais en corps de texte normal. Elles sont entourées par des guillemets français : « et ».
- Les listes à puces sont à éviter, des paragraphes rédigés étant largement préférés. Les tableaux sont à réserver à la présentation de données structurées (résultats, etc.).
- Les appels de note de bas de page (petits chiffres en exposant, introduits par l'outil «  Source ») sont à placer entre la fin de phrase et le point final[comme ça].
- Les liens internes (vers d'autres articles de Wikipédia) sont à choisir avec parcimonie. Créez des liens vers des articles approfondissant le sujet. Les termes génériques sans rapport avec le sujet sont à éviter, ainsi que les répétitions de liens vers un même terme.
- Les liens externes sont à placer uniquement dans une section « Liens externes », à la fin de l'article. Ces liens sont à choisir avec parcimonie suivant les règles définies. Si un lien sert de source à l'article, son insertion dans le texte est à faire par les notes de bas de page.
- La présentation des références doit suivre les conventions bibliographiques. Il est recommandé d'utiliser les modèles {{Ouvrage}}, {{Chapitre}}, {{Article}}, {{Lien web}} et/ou {{Bibliographie}}. Le mode d'édition visuel peut mettre en forme automatiquement les références.
- Insérer une infobox (cadre d'informations à droite) n'est pas obligatoire pour parachever la mise en page.

Pour une aide détaillée, merci de consulter Aide:Wikification.
Si vous pensez que ces points ont été résolus, vous pouvez retirer ce bandeau et améliorer la mise en forme d'un autre article.
Nicolas Rabaeus est un musicien et compositeur suisse, né en 1984 à Genève. Il travaille à Genève.
Il est spécialisé dans la musique de film et de série.

## Biographie
Il est le petit-fils du compositeur croate Milutin Vandekar.
Il a étudié la guitare classique avec Marek Wegrzyk, puis a étudié le jazz à l'IMEP de Paris. Il a ensuite obtenu un master à la Haute école de musique (HEM) de Genève.
Il a écrit de nombreuses musiques de film, notamment pour Delphine Lehericey (Le milieu de l'horizon, Last Dance, Les indociles), Carmen Jaquier (Foudre), Fernand Melgar (À l'école des philosophes). Il a remporté plusieurs prix pour sa musique, dont le prix de la meilleure musique au prix du cinéma suisse en 2023, pour Foudre.
Il a enseigné la « musique au cinéma » à la HEM Genève, et enseigne depuis 2019 le solfège à la HEMU. Il donne aussi régulièrement des ateliers autour de la musique de film, notamment à Soundtrack Zurich et à la HEAD Genève.
Depuis 2023 il est membre du comité directeur de Sonart, représentant la commission « Musique de film et des médias ».

## Filmographie[4]
Sauf indication contraire, les informations mentionnées dans cette section peuvent être confirmées par la base de données cinématographiques IMDb,  présente dans la section « Liens externes ».

### Cinéma

#### Longs métrages de fiction
- 2010 : All that Remains de Pierre-Adrian Irlé and Valentin Rotelli
- 2014 : Sam de Elena Hazanov
- 2015 : Le syndrome de Petrushka de Elena Hazanov
- 2016 : Miséricorde de Fulvio Bernasconi
- 2019 : Tambour battant de François-Christophe Marzal
- 2019 : Le Milieu de l'horizon de Delphine Lehericey
- 2022 : The Land Within de Fisnik Maxville
- 2022 : Foudre de Carmen Jaquier
- 2022 : Last Dance de Delphine Lehericey
- 2022 : Yaban de Tareq Daoud
- 2023 : Rivière de Hugues Hariche
- 2024 : Bisons de Pierre Monnard

#### Documentaires
- 2012 : Laci bàcsi de Elena Hazanov et Claudio Recupero
- 2014 : Volta à terra de João Pedro Plácido
- 2015 : Retour sur une illusion de Elena Hazanov et Claudio Recupero
- 2017 : Un mois de grève au pays de la paix du travail de Véronique Rotelli
- 2018 : À l'école des philosophes de Fernand Melgar
- 2018 : Les Dames de Stéphanie Chuat et Véronique Reymond
- 2018 : L'Île sans rivage de Caroline Cuénod
- 2019 : Sing Me a Song de Thomas Balmès
- 2020 : Fin de partie de Fisnik Maxville
- 2020 : Maisonneuve de Nicolas Wadimoff et Emmanuelle Walter
- 2021 : Nostromo de Fisnik Maxville
- 2022 : Dragon Women de Frédérique de Montblanc
- 2023 : Hawar, our Banished Children de Pascale Bourgaux

### Télévision

#### Séries
- 2014 : L'Heure du secret (saison 2) de Elena Hazanov
- 2015 : Station Horizon de Romain Graf et Pierre-Adrian Irlé
- 2019 : Helvetica de Romain Graf
- 2021 : Sacha de Léa Fazer
- 2023 : Les Indociles de Delphine Lehericey

## Distinctions
- 2012 : Festival international du premier film d'Annonay, meilleure musique pour All that Remains[4]
- 2015 : Sochi Open Russian Film Festival, meilleure musique pour Le syndrome de Petrushka[8]
- 2020 : Prix du cinéma suisse, nomination pour la meilleure musique pour Le milieu de l'horizon[4]
- 2023 : Prix du cinéma suisse, prix de la meilleure musique pour Foudre[4]
- 2023 : Festival de films CINEMANIA, Montréal, meilleure musique pour Foudre[4]
- 2024 : Prix du cinéma suisse, prix de la meilleure musique pour Bison et The Land Within[4]